# Axenstar
Axenstar – szwedzki zespół powermetalowy założony w 1998 roku. Jego twórcami są Peter Johansson oraz Magnus Ek. Początkowo nosił on nazwę Powerage. Swoją obecną nazwę posiada od marca 2001 roku. W marcu 2000 roku nagrał swoje pierwsze demo w studiu undergroundowym, które nosiło nazwę The Beginning. Demo otrzymało świetne recenzje od szwedzkiej prasy. Na początku swojej kariery, zespół Axenstar grał jako support dla m.in. Storytellera czy Stormwindu.

## Skład
- Magnus Winterwild – śpiew, instrumenty klawiszowe
- Thomas Eriksson – gitara
- Peter Johansson – gitara
- Magnus Ek – gitara basowa
- Pontus Jansson – perkusja

## Dyskografia

### Albumy studyjne
- Perpetual Twilight (2002)
- Far From Heaven (2003)
- The Inquisition (2005)
- The Final Requiem (2006)
- Aftermath (2011)
- Where Dreams are Forgotten (2014)

### Dema
- The Beginning (2000)
- Promo 2001 (2001)